# Abten van Egmond
Het klooster van Egmond, aanvankelijk een nonnenklooster, dateert uit de 10de eeuw en was van oorsprong een 'eigenklooster' van de graven van Holland. Dat hield in, dat de graven van Holland de abten aanstelden. De monniken leefden volgens de Regel van Benedictus. Ook nadat het klooster in de 12de eeuw werd opgedragen aan de paus en de graven de voogdij over het klooster behielden, bleef er een nauwe band met het grafelijke hof bestaan. 
In 1561 werd het klooster bij het Bisdom Haarlem ondergebracht. In 1573 werd het klooster door de watergeuzen onder leiding van Sonoy in brand gestoken. De ruïne bleef nog tot 1820 bestaan en werd toen opgeruimd. 
In 1935 werd na lobbywerk van onder meer Charles Ruijs de Beerenbrouck een nieuw klooster gesticht de Sint-Adelbertabdij.
| Volgnr | Periode                 | Naam                    | Bijzonderheden                                                                                     |
| ------ | ----------------------- | ----------------------- | -------------------------------------------------------------------------------------------------- |
| 1.     | ca. 910                 | Wonebolt                | Ook: Wonobaldus, Wonoboldus                                                                        |
| 2.     |                         | Andreas                 | |
| 3.     |                         | Bruno                   | |
| 4.     |                         | Reinier                 | Ook: Reynerus                                                                                      |
| 5.     | 1057-1072; 1077-1105    | Steven                  | Ook: Steppo, Stephanus; 1073-1076 tijdelijk abt van de St. Baafs te Gent                           |
| 6.     | 1105-1120               | Allard van Haarlem      | Ook: Allert, Athalardus, Adalard, Adalardus, Adallart                                              |
| 7.     | 1124-1129               | Asselijn                | Ook: 1122-1129; ook: Anselinus, Ancelinus, Ascelinus (de Onnozele); stierf 1134.                   |
| 8.     | 1130-1161               | Wouter                  | Ook: Walter, Walterus, Waltherus. In 1143 vond de wijding van de tweede (stenen) abdijkerk plaats. |
| 9.     | 1161-1175               | Wybout                  | Ook: Wybold, Wiboldus; ook na hem 4 jaar vacature.                                                 |
| 10.    | 1176-1182               | Lambertus               | Ook: Lambert, Ook: nauwelijks twee jaar tot zijn dood.                                             |
| 11.    | 1183-1206               | Franco                  | |
| 12.    | 1206-1226               | Lubbert I               | |
| 13.    | 1226-1230               | Henrik I                | Ook: Hendrik I                                                                                     |
| 14.    |                         | Arnold                  | Ook: Arnoldus                                                                                      |
| 15.    |                         | Diederik                | Ook: Theodoricus. Ook: opgevolgd door Ysbrand. Wordt wel genoemd, maar niet meegeteld.             |
| 16.    | 1240-1263               | Lubbert II              | Broeder van Arnoud, Heer van Egmont                                                                |
| 17.    | 1263-1269               | Nicolaas                | Ook: Nicolaus de Sassenhem, Nicolaas van Sassenheim.                                               |
| 18.    | 1269-ca. 1272           | Henrik II               | Ook: Hendrik II                                                                                    |
| 19.    | ca. 1272-1304           | Floris uten Hage        | Ook: Florens; volgens Procurator: ca. 1275-1304                                                    |
| 20.    | 1304-1307               | Wernerus                | Ook: Warnaar, volgens Procurator: 1305-1308                                                        |
| 21.    | 1307-1319               | Bertold van Oije        | Ook: Barthoud, volgens Procurator: 1308-1319                                                       |
| 22.    | 1319-1326               | Dirk Screvel            | Ook: Theodoricus Schrevelt; Volgens Procurator: 1319-29 sept. 1335                                 |
| 23.    | 1326-1345               | Hugo                    | |
| 24.    | 1345-                   | Wilhelmus de Rollant    | |
| 25.    | -1353                   | Iohannes Olout          | |
| 26.    | -1366                   | Hugo van Assendelft     | Volgens Procurator: 1353-1367                                                                      |
| 27.    | 1367-1381               | Jan van Hillegom        | |
| 28.    | 1381-1404               | Jan de Weent            | Ook: Johannes de Weent, Jan van Weent                                                              |
| 29.    | 1404-1424               | Gerard van Ockenburg    | Nam de wijk naar Utrecht.                                                                          |
| 30.    | -1458                   | Willem van Matenesse    | Ook: 1424-ca. 1439                                                                                 |
| 31.    | 1458-1461               | Jacob van Poelgeest     | Afkomstig uit de Paulusabdij                                                                       |
| 32.    | 1465                    | Gerard van Poelgeest    | |
| 33.    | 1477-1481               | Nicolaas van Adrichem   | |
| 34.    |                         | Jordanus de Driel       | |
| 35.    |                         | Henricus de Wittenhorst | Ook: Henrik de Wittenhorst                                                                         |
| 36.    | 1509-1526               | Meinard Man             | |
| 37.    | 1526-1560               | Willem van der Goes     | |
| 38.    | 1559-1569               | Nicolaas van Nieuwland  | Tevens eerste bisschop van Haarlem                                                                 |
| 39.    | (1569) 1571-1578 (1587) | Govert van Mierloo      | Dominicaan, Tweede Bisschop van Haarlem; overleden te Deventer.                                    |